# Meristogenys amoropalamus
Meristogenys amoropalamus – gatunek płaza bezogonowego z rodziny żabowatych (Ranidae). Endemit Borneo występujący w części wyspy należącej do Indonezji (Kalimantan) i Malezji (stany Sabah i Sarawak). Żyje w czystych, śródleśnych strumieniach o kamienistych brzegach.
Długość ciała samca to 3,2–3,8 cm, samica mierzy około 6,1 cm. Barwa skóry jasnobrązowa, z ciemnymi plamami na tułowiu i jaśniejszym brzuchem. Ciało smukłe, trójkątna głowa z wystającymi oczami. Tęczówka złota, rudobrązowa po bokach oka. Skóra na kończynach mocno pofałdowana. Palce smukłe, połączone błoną pławną. Błona jedynie częściowo łączy czwarty i piąty palec. Stąd wzięła się łacińska nazwa żaby – amoros znaczy po grecku „niekompletny”, a palame – „błona”.
W Czerwonej księdze gatunków zagrożonych IUCN Meristogenys amoropalamus jest uznawany za gatunek najmniejszej troski (LC, ang. Least Concern).